# Otto Barić
Otto Barić, né le 19 juin 1933 à Klagenfurt en Autriche et mort le 13 décembre 2020 à Zagreb, est un footballeur et entraîneur de football austro-croate.

## Palmarès d'entraîneur
| SSW Innsbruck - Championnat d'Autriche (2) : - Champion : 1971, 1972 |  | Rapid Vienne - Championnat d'Autriche (3) : - Champion : 1983, 1987,1988 - Vice-Champion : 1984, 1985, 1986 - Coupe d'Autriche (4) : - Vainqueur : 1983, 1984, 1985, 1987 - Finaliste : 1986 - Supercoupe d'Autriche (3) : - Vainqueur : 1986, 1987, 1988 |  | Casino Salzbourg - Championnat d'Autriche (2) : - Champion : 1994, 1995 - Vice-Champion : 1992, 1993 - Supercoupe d'Autriche (2) : - Vainqueur : 1994, 1995 |  | Croatia Zagreb - Championnat de Croatie (1) - Champion : 1997 - Coupe de Croatie (1) : - Vainqueur : 1997 - Finaliste : 1976 |